# 呂宋月桃
呂宋月桃（学名：Alpinia flabellata）为薑科月桃屬下的一个种。